# La Campana de Gracia
La Campana de Gracia fue un semanario satírico, republicano y anticlerical editado en Barcelona entre 1870 y 1934. El nombre hace referencia a la campana de la torre del reloj de la plaza de la Constitución del barrio barcelonés de Gracia que una vecina hizo sonar como llamada a rebato de una revuelta contra las quintas.

## Historia

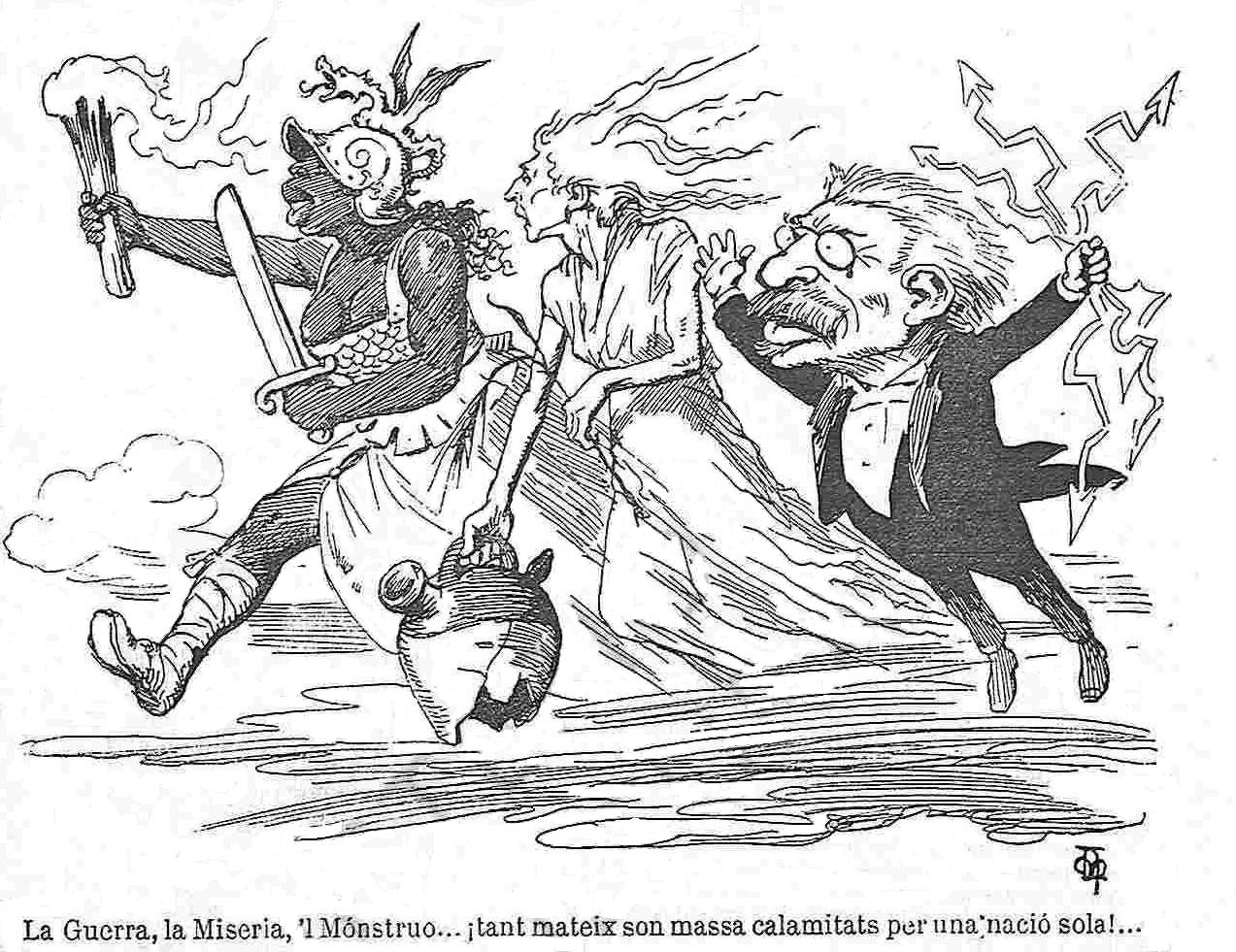
«La Guerra, la Misèria, 'l Mónstruo... ¡tant mateix son massa calamitats per una nació sola!...»

Fundado por Inocencio López Bernagossi en 1870, se editó durante sesenta y cuatro años y unos pocos meses. A pesar de que nació como un semanario bilingüe, solamente usó el español en algunos escritos de los primeros ejemplares. A pesar de ello, resultó una de las publicaciones más influyentes en la Cataluña de finales del siglo XIX.
En sus inicios, la revista se centró más en la política nacional que en la catalana lo que se plasmó en las críticas hacia las acciones catalanistas; sin embargo, fue modificando su actitud y, con el paso del tiempo, ayudó al movimiento de Solidaritat Catalana y extendió la política catalana de izquierdas entre la clase obrera. Desde el 2 de julio de 1932 hasta su desaparición, en octubre de 1934, fue propiedad de Esquerra Republicana de Catalunya (ERC), y su director Joan Puig.
Sus directores más notables fueron: José Roca y Roca (1873-1907) y Prudenci Bertrana (1911-1916), aunque también contribuyeron en sus páginas periodistas como Antoni Rovira i Virgili, Gabriel Alomar, Ángel Pestaña, Paco Madrid, Josep Maria Capdevila, Alejandro Lerroux, Valentí Almirall, Conrad Roure, Jaume Aiguadé, Domènec de Bellmunt o Lluís Companys.

## Fondo gráfico
Entre los artistas que participaron en la revista se encontró Apeles Mestres, autor una de las cabeceras más duraderas de la publicación.
El Archivo Histórico de la Ciudad de Barcelona (AHCB) conserva en su fondo documental 1342 originales de dibujantes que colaboraron en las páginas de La Campana de Gracia, entre 1888 y 1930: Lorenzo Brunet (1873-1939), Mariano Foix (1860-1914), Joan Llopart (1858-1937), Ramon Miró (1864-1927), Ramiro Mondragón del Río, Ricard Opisso (1880-1966), Josep Lluís Pellicer (1842-1901), Joan Pellicer Montseny (1863-1914), Josep Costa Ferrer «Picarol» (1876-1971) y Pere Ynglada Sallent «Yda» (1881-1951), entre otros.  
De estos dibujos, 818, el 60,9 %, son originales de Picarol, los cuales abarcan el periodo 1903-1930. A mucha distancia le siguen Ramon Miró con 83, Joan Pellicer con 25, y Nicanor Vázquez (1861-1930) y Ramiro Mondragón del Río con 10 cada uno.